# Forêts de Guinée orientale
Localisation
Les forêts de l'est de la Guinée sont une écorégion de forêt feuillue tropicale humide d'Afrique de l'Ouest,.

## Géographie
L'écorégion comprend les forêts de plaine s'étendant du golfe de Guinée à quelques centaines de kilomètres à l'intérieur des terres, de l'ouest de la Côte d'Ivoire à la rive ouest du lac Volta au Ghana. Quelques enclaves se trouvent plus à l'est et à l'intérieur des terres dans les chaines montagnes de l'Atacora au Togo, à l'est du Ghana et au Bénin. Le fleuve Sassandra de Côte d'Ivoire sépare les forêts de l'est de la Guinée des forêts de l'ouest de la Guinée qui se trouvent à l'ouest. À l'intérieur des terres et à l'est, les forêts de l'est de la Guinée passent à la mosaïque de forêt-savane guinéenne.
Les villes de l'écorégion comprennent Abidjan et Yamoussoukro en Côte d'Ivoire et Kumasi au Ghana.
Les forêts de Guinée orientale, ainsi que les autres forêts tropicales humides de feuillus d'Afrique de l'Ouest, sont incluses dans le point chaud de biodiversité des forêts guinéennes d'Afrique de l'Ouest de Conservation International.

## Climat
Le climat est tropical, avec des saisons humides et sèches distinctes. Les précipitations annuelles moyennes varient de 2500 mm à l'ouest, diminuant à mesure que l'on se déplace vers l'intérieur des terres jusqu'à 1500 mm le long de la bordure nord et dans les montagnes du Togo et du Bénin.

## Flore
La forêt tropicale humide est le type de végétation prédominant. La forêt sempervirente humide se trouve à l'ouest et le long de la côte, passant à la forêt semi-sempervirente humide plus à l'intérieur des terres et à la forêt semi-sempervirente sèche au nord.
Les arbres caractéristiques de la forêt sempervirente humide sont Entandrophragma utile, Khaya ivorensis et Triplochiton scleroxylon . Les arbres dominants dans les forêts semi-sempervirentes humides sont Celtis spp., Mansonia altissima, Pterygota macrocarpa, Nesogordonia papaverifera, Sterculia rhinopetala et Milicia excelsa . Les arbres des forêts des montagnes du Togo comprennent Milicia excelsa, Triplochiton scleroxylon, Antiaris toxicaria africana, Diospyros mespiliformis, Afzelia africana et Ceiba pentandra.

## Faune
Quatre mammifères sont endémiques à l'écorégion - la musaraigne de Wimmer (en) ( Crocidura wimmeri ), le rat de Côte d'Ivoire (en) ( Dephomys eburneae ), le rat des marais de Cansdale ( Malacomys cansdalei ) et la souris Togo ( Leimacomys buettneri ).

## Zones protégées
Une évaluation de 2017 a révélé que 42 299 km², soit 23 %, de l'écorégion se trouve dans des aires protégées. Environ un tiers de la zone non protégée est encore boisée. Les aires protégées comprennent le parc naturel de Gaoulou et les parties sud et ouest du parc national de Marahoue en Côte d'Ivoire, et le parc national de Bia, le parc national de Kakum, le parc national de Nini-Suhien, la réserve de faune d'Agmatsa, la réserve forestière de Boin Tano et la Réserve forestière de Mamiri au Ghana.